# Lester Flatt
Lester Raymond Flatt, né le 19 juin 1914 à Jackson City dans le Tennessee et mort le 11 mai 1979 est un musicien, compositeur, chanteur et guitariste américain considéré comme l'un des pionniers de la musique bluegrass.

## Carrière
Il rejoint les Blue Grass Boys de Bill Monroe en mars 1945 comme chanteur et guitariste, et les quitte en 1948 pour fonder le groupe des Foggy Mountain Boys que rejoint rapidement Earl Scruggs, banjoïste et autre membre du groupe de Monroe. Les Foggy Mountain Boys connaissent un grand succès, notamment grâce aux talents de Flatt et de Scruggs. Ils intègrent en 1955 la troupe du Grand Ole Opry.
En 1969, avec d'autres membres de ce groupe mais sans Earl Scruggs dont il rejette certains choix jugés trop avant-gardistes, il fonde les Nashville Grass. Son jeu de guitare et surtout sa voix dans ces différentes formations ont largement contribué à définir la musique bluegrass. 
Lester Flatt est l'auteur de nombreuses chansons, et l'étendue de son répertoire est unanimement considérée comme exceptionnelle.
Il fut introduit post mortem dans l'International Bluegrass Music Hall of Honor en 1991. Sa ville de résidence, Sparta dans le Tennessee, accueille un festival annuel de musique bluegrass en sa mémoire.